# Коксала (село)
Коксала (каз. Көксала) — село в Аягозском районе Абайской области Казахстана. Входит в состав Айгызского сельского округа. Код КАТО — 633439300.

## Население
По данным 1999 года, в селе не было постоянного населения. По данным переписи 2009 года, в селе проживало 310 человек (158 мужчин и 152 женщины).